# Wyszkowo (obwód grodzieński)
Wyszkowo (biał. Вышкава; ros. Вышково) – wieś na Białorusi, w obwodzie grodzieńskim, w rejonie korelickim, w sielsowiecie Łuki.

## Historia
W dwudziestoleciu międzywojennym leżało w Polsce, w województwie nowogródzkim, w powiecie stołpeckim, w gminie Żuchowicze. W 1921 liczyło 175 mieszkańców, zamieszkałych w 33 budynkach, w tym 102 Białorusinów, 58 Polaków, 14 Żydów i 1 Rosjanina. 103 mieszkańców było wyznania prawosławnego, 58 rzymskokatolickiego i 14 mojżeszowego.
Po II wojnie światowej w granicach Związku Sowieckiego. Od 1991 w niepodległej Białorusi.